# Workhouse

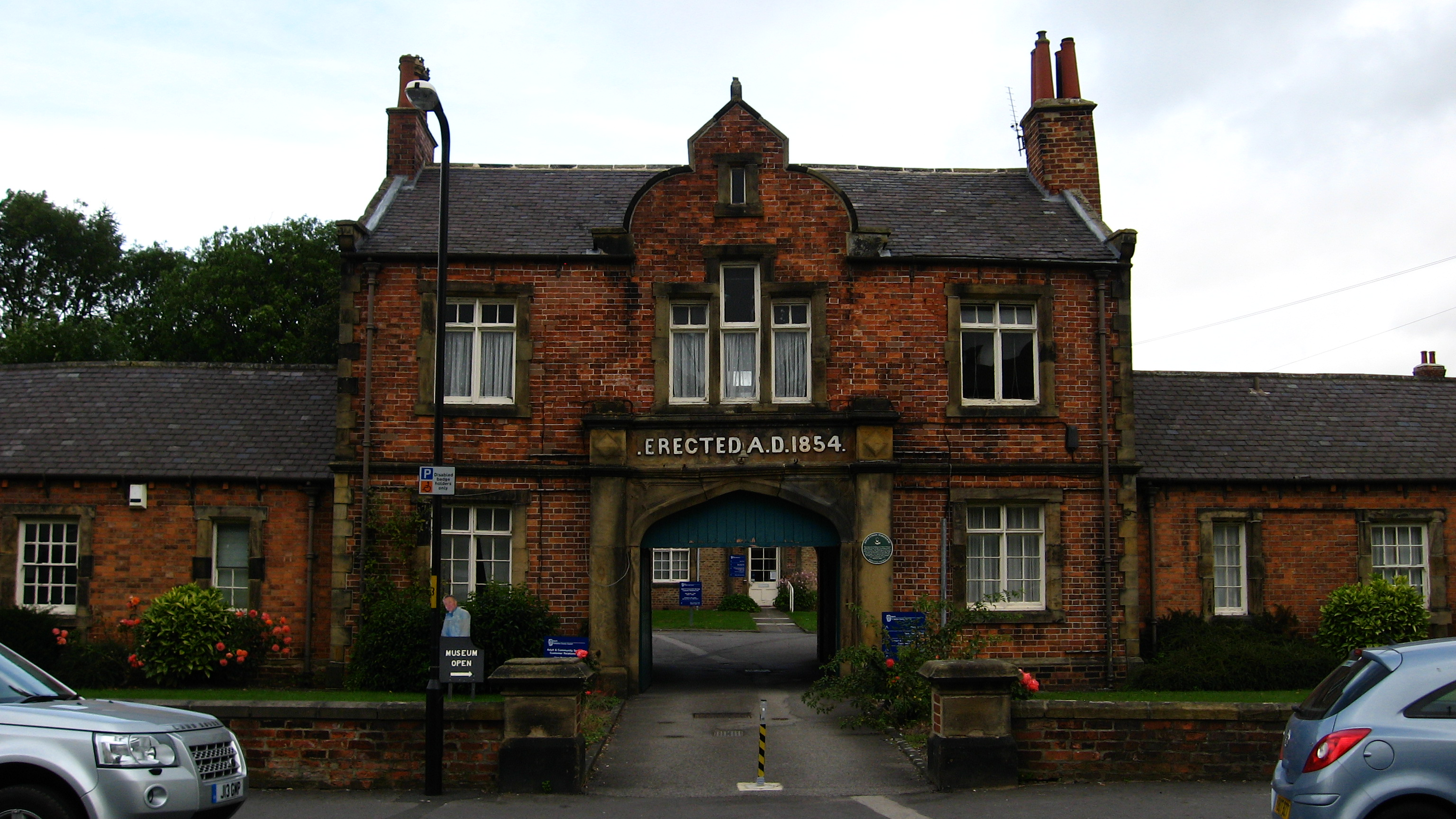
L'ancienne workhouse de Ripon, dans le Yorkshire du Nord, est devenue un musée.

Les workhouses (littéralement, « maisons de travail ») étaient des hospices du Royaume-Uni dont le rôle s'apparentait à de l'assistance sociale. Elles devaient permettre de subvenir aux besoins de toute personne dans l'incapacité d'y parvenir par elle-même, comme les personnes âgées, les handicapés, les « faibles d'esprit » (feeble-minded), les filles mères, etc.

## Historique

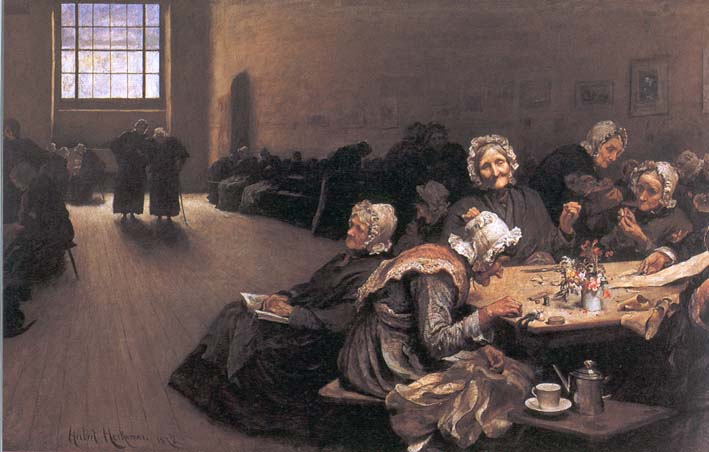
Hubert von Herkomer, une salle de workhouse en 1878.

Depuis 1597, la « loi sur le secours aux pauvres » (Act for the Relief of the Poor), de la reine Élisabeth Ire, met les indigents, chômeurs, les mendiants, les voleurs ou les vagabonds… à la charge des paroisses. Les paroisses s'emploient à  « punir » les pauvres capables de travailler en les intégrant dans les workhouses, où les conditions de vie sont analogues aux bagnes. La old poor law de 1601 complète cette première loi sur les œuvres de bienfaisance en unifiant les règlements paroissiaux pour l'Angleterre et le Pays de Galles. Mise en application pour les deux siècles suivants, elle sépare les indigents en trois catégories : ceux qui peuvent travailler, les impotents (trop jeunes, trop âgés, malades) et les oisifs (idle poor).

« En 1772, enfin, on commença à faire des efforts dans le sens de la différenciation ; des workhouses distinctes des poorhouses locales [les poorhouses étaient purement et simplement des asiles, tandis que les pauvres recueillis dans les workhouses étaient obligés de travailler (N.d.T.)] (...) Speenhamland mit fin au mouvement de réforme. (...) La distinction laborieusement établie entre workhouse et poorhouse n'eut plus de sens. »

Après 1815, le nombre de pauvres explose : ralentissement de l'économie, paysans ruinés par de mauvaises récoltes — l'Année sans été est en 1816 —, ouvriers agricoles victimes de la mécanisation, à l'origine du soulèvement de 1830 (Swing riots). En 1824, il y a environ 1,34 million de pauvres et encore 1 million en 1850.
En 1832, une commission royale est chargée d'enquêter, car on soupçonne des abus, et de proposer des solutions pour mieux soulager la pauvreté. En 1834, la loi sur les pauvres est amendée car la bourgeoisie anglaise trouve intolérable de payer des taxes pour entretenir des « fainéants ». La Nouvelle loi sur les indigents (Poor Law Amendment Act) met fin à l'assistance à domicile aux indigents, considérée comme trop onéreuse, et institue leur enfermement en workhouses. Les petites paroisses se regroupent en Poor Law Union pour construire ou gérer leur workhouse : quelque 300 sont construites dans les années 1840.
Mais elles préfèrent souvent continuer à assister les pauvres sans les enfermer, car cela leur revient moins cher. En 1846, seulement 199 000 sur les 1,5 million d'indigents sont dans des workhouses, dont 82 000 sont considérés comme valides. Les workhouses enferment officiellement en moyenne entre 2,5 et 4,5 % de la population, mais il est estimé que 6,5 % de la population est passée à un moment ou un autre dans une workhouse.
À la fin du siècle, seulement 20 % des personnes admises sont des chômeurs ou des indigents ; mais 30 % de la population âgée de plus de 70 ans est en workhouse.
Le système des workhouses est aboli en avril 1930. De nombreuses workhouses sont alors simplement transformées en « Institution de l'Assistance publique ». C'est seulement en 1948 que le National Assistance Act met définitivement fin au système en créant un programme d'aide sociale (Social safety net).

## Conditions d'existence

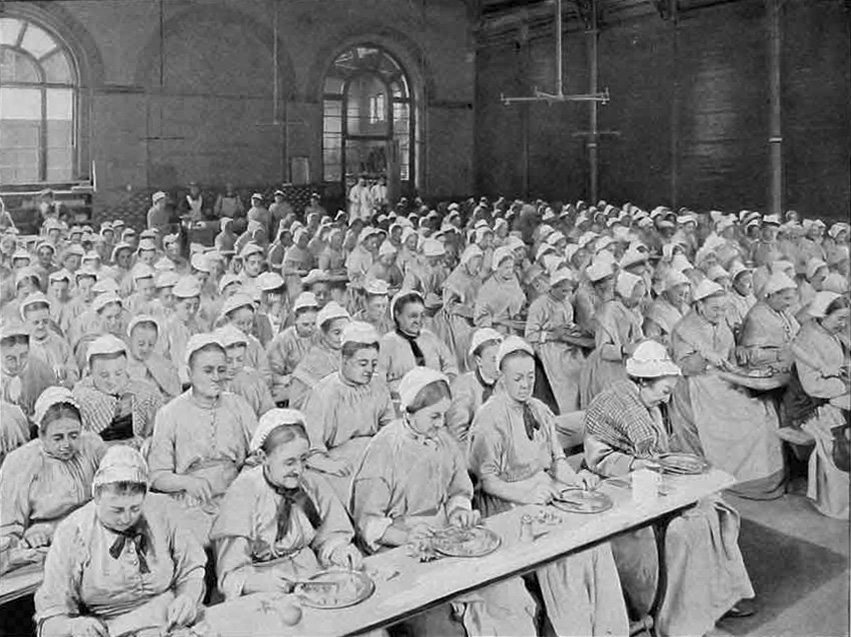
Le réfectoire des femmes à la workhouse de St Pancras, vers 1911

Les indigents y travaillent 10 heures par jour dans des conditions de vie plus précaires que les ouvriers les plus mal payés, selon le principe de less eligibility, puisque les conditions dans le cadre de l'assistance devaient être moins bonnes que celles envisageables dans le cadre d'un emploi salarié. Le taux de suicide y est tellement élevé que des historiens parlent de maisons « quasi-génocidaires ».
En effet, la politique annoncée était d'assurer qu'on y vivait moins bien que toute personne salariée, car la classe dominante craignait que les oisifs (idle poor) viennent s'y faire entretenir. À l'entrée des workhouses, les familles sont dispersées : hommes, femmes et enfants sont séparés. Pour des raisons d'hygiène, personnes âgées et malades sont aussi mises à l'écart. Seuls les enfants de moins de sept ans restent avec leur mère. On considère cependant à l'époque que c'est un progrès, les anciennes workhouses, construites avant 1835, étant souvent des hospices mal entretenus, où « les jeunes désœuvrés étaient poussés à la paresse et au vice, les adultes valides maintenus dans une indolence paresseuse et les vieillards respectables exposés à toutes les misères habituelles dans une pareille société ». C'est l'amendement des poor laws en 1834, visant à être une mesure incitative au retour à l'emploi, pour que la situation économique des prestataires soit en deçà de celle d'un travailleur traditionnel, qui avait rendu les conditions de travail plus difficiles. Cette mesure a fait en sorte que les travailleurs doivent vendre leur force de travail à des prix moindres.
La discipline est très stricte, les châtiments corporels (pour les garçons), la mise au cachot, la privation de nourriture sont des punitions courantes. Les enfants, souvent peu scolarisés, travaillent pour la workhouse, une manufacture voisine, ou sont mis en apprentissage. Des Poor Law Union  ont envoyé des enfants au Canada ou en Australie. Les personnes âgées sont plutôt chargées des tâches domestiques (nettoyage des salles, corvées de bois…).
Charlie Chaplin vécut avec sa mère Hannah et son demi-frère dans la workhouse de Lambeth en 1896, à l'âge de sept ans, et à nouveau en 1898.

## Jugements
Dans La Situation de la classe ouvrière en Angleterre en 1844, Friedrich Engels porte un jugement très sévère sur les motifs malthusiens des auteurs de la loi sur les pauvres de 1834 : ils ont traité la pauvreté comme un crime et « n'hésitèrent pas un seul instant à jeter les pauvres dans le lit de Procuste de leurs idées et de les y traiter, selon celles-ci, avec la plus révoltante dureté ».